# いわき陸上競技場
いわき陸上競技場は、福島県いわき市の運営する陸上競技場。上荒川公園内に立地する日本陸連第2種公認競技場である。1971年1月に開設され、2003年3月に全面改修が完了して現在の形になった。公園内には、他に、平野球場や補助競技場などが建設されている。いわき市の記録会や中学生・高校生などのいわき地区予選の大会が行われている。過去にはL・リーグ、ジャパンフットボールリーグの福島FC主管（1995年の1試合のみ）の試合や2013年には第48回全国高等専門学校体育大会陸上競技が行われた。

## 施設概要
- 日本陸上競技連盟第2種公認
- トラック：400m×8レーン（直送路9レーン）
- 収容人数：14,766人（メインスタンド3,140人・バックスタンド1,626人、芝生席10,000人収容）
- 照明設備：4基
- 補助競技場：300m4レーン（直送路6レーン）日本陸上競技連盟第4L種公認

## アクセス
- 所在地：福島県いわき市平下荒川字南作86
- ＪＲ常磐線 いわき駅より車10分